# 羅椿
羅椿（1515年—？），字元齡，號外山，永丰（今天的江西广丰）人，民籍，明朝政治人物。

## 生平
嘉靖二十五年（1546年）丙午科浙江鄉試第六十九名舉人。嘉靖二十六年（1547年）中式丁未科會試第一百五十六名，登第三甲第五十五名進士。吏部觀政，二十七年任泉州府推官，升南京刑部主事，歷郎中，出为德安知府。

## 家族
曾祖羅克謙；祖父羅輈；父羅觀，母沈氏。弟羅松。子羅璋。